# Нобисто
Ноби́сто (бел. Набі́ста) — озеро в Миорском районе Витебской области. Принадлежит группе Обстерновских озёр. Из озера вытекает река Вята (приток Западной Двины), которая в верховьях также называется Хоробровка.
Площадь поверхности озера 3,75 км², длина 4,8 км, наибольшая ширина 1,11 км. Наибольшая глубина достигает 2,8 м. Длина береговой линии 12,6 км, площадь водосбора — 152 км², объём воды — 4,37 млн м³.
Озеро расположено в 13 км к западу от города Миоры близ границы с Браславским районом. В озеро впадает несколько ручьёв и короткие протоки из соседних озёр Обстерно (в юго-западной оконечности) и Подявы (в северной части). На перешейке между Обстерно и Нобисто расположена большая деревня Перебродье, центр сельсовета. Через протоку из Обстерно переброшен мост проходящего через Перебродье шоссе Р14 Полоцк — Браслав на участке Миоры — Иказнь. Помимо Перебродья на берегах озера стоят деревни Малявки (западный берег) и Хутор-Дедино (северный берег). Из северо-восточной оконечности озера вытекает Вята (Хоробровка).
Озеро имеет вытянутую с северо-востока на юго-запад форму. В центральной части разделяется на два плёса двумя небольшими мысами. Склоны котловины высотой 2- 5 м, поросли кустарником, на юге и юго-западе распаханы. Берега низкие, заболоченные. Дно в прибрежной части песчаное, местами илистое, глубже сапропелистое. Дно полностью зарастает подводной растительностью.